# 베르스타

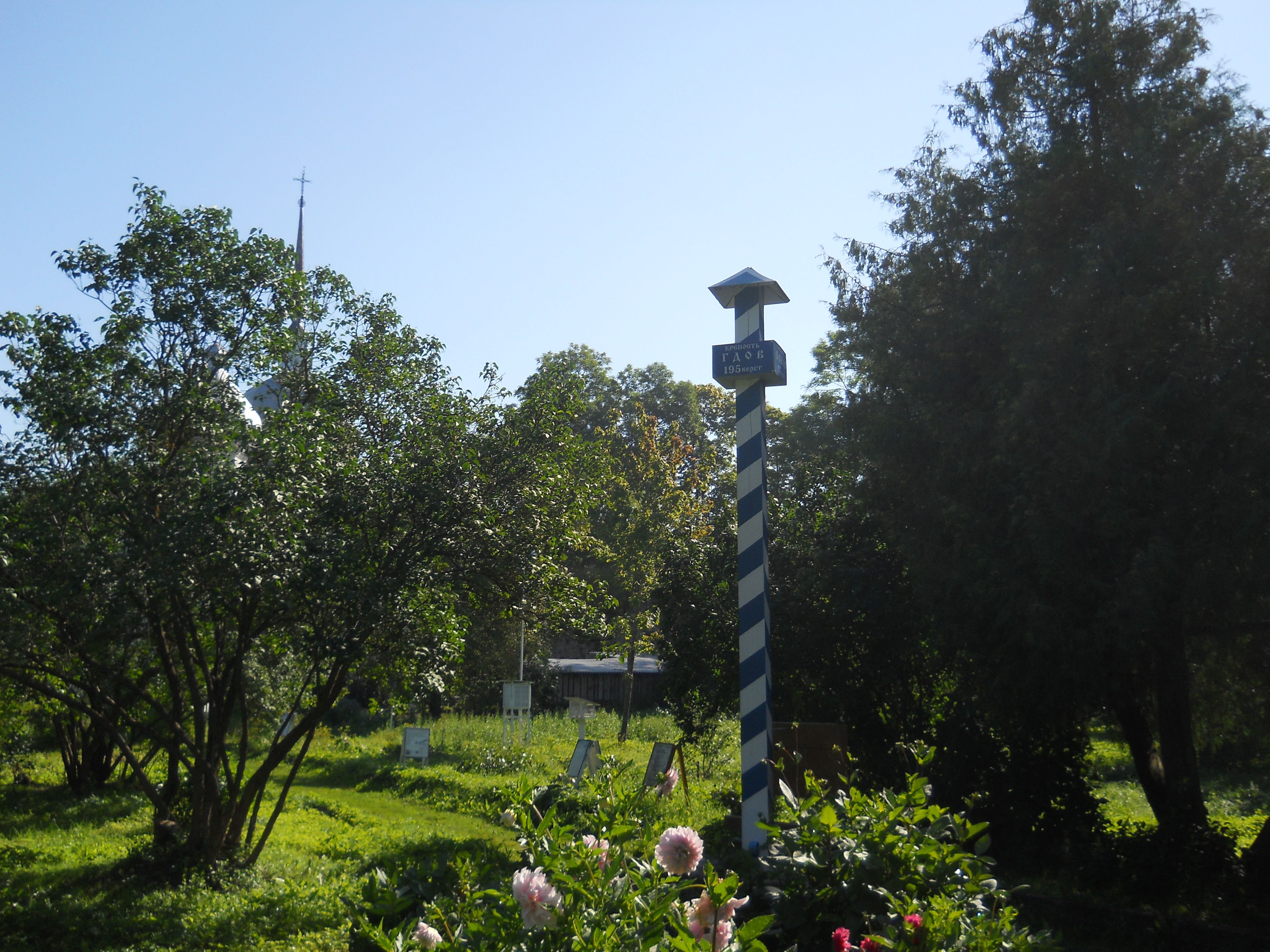

베르스타(러시아어: верста, 복수형: 뵤르스티(вёрсты))는 과거 러시아에서 쓰던 길이(거리) 단위이다. 1베르스타는 500사젠(сажень)과 같으며 1.0668킬로미터(km), 0.6629마일, 3,500피트에 해당한다.